# Céramique dérivée de polymères

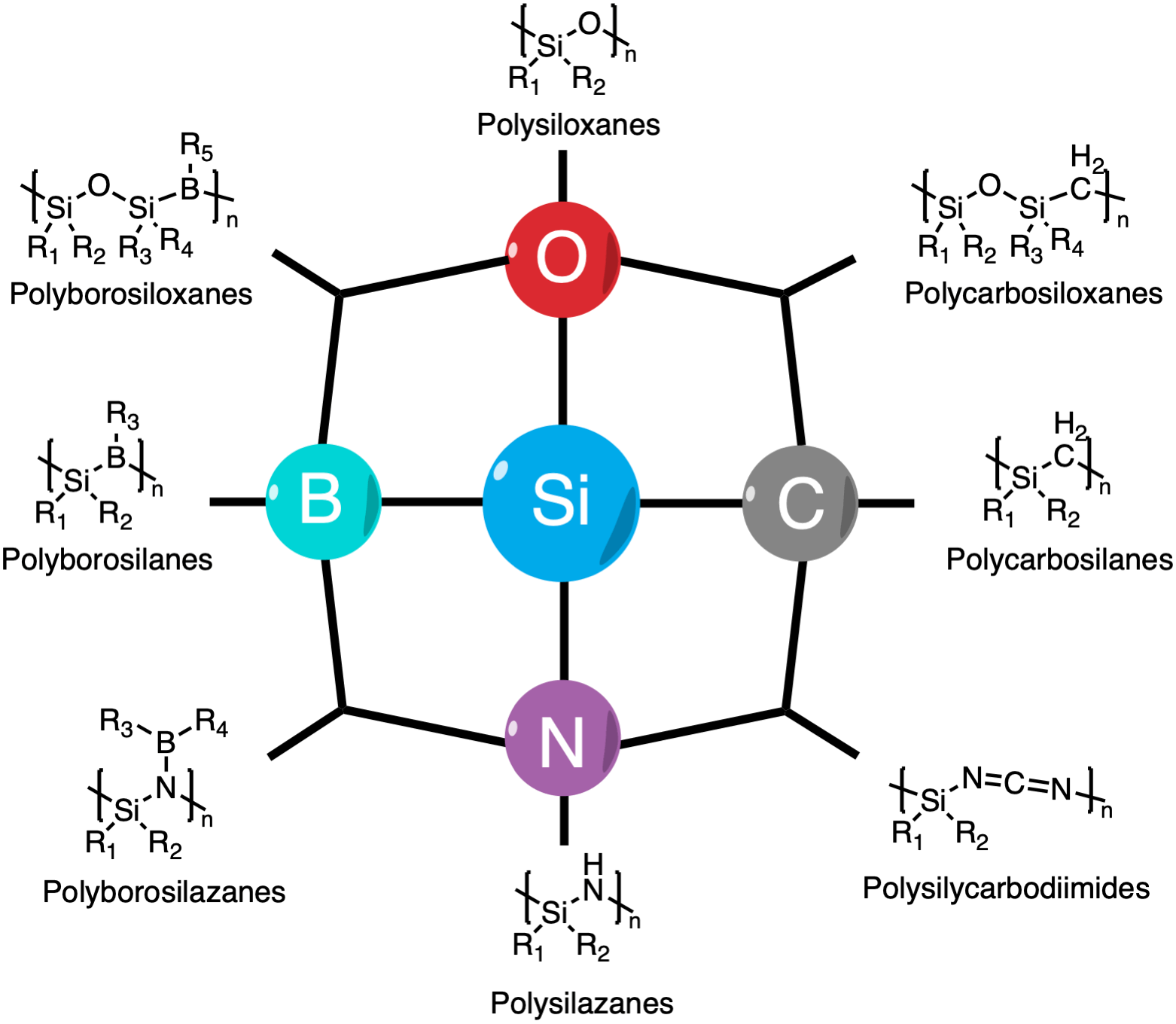
Exemples de familles de polymères précéramiques et de leurs unités chimiques.

Une céramique dérivée de polymères, ou polymer-derived ceramic (PDC) en anglais, est une céramique produire par pyrolyse d'un polymère précurseur, dit polymère précéramique, généralement sous atmosphère inerte. Ce sont par exemple le carbure de silicium SiC, le nitrure de silicium Si3N4, les carbonitrures de silicium SixN4Cy, les oxycarbures de silicium SiOxCy et les oxynitrures de silicium,,, SiOxNy. La composition ainsi que la distribution et la structure des phases de ces céramiques dépend des polymères précurseurs ainsi que des conditions de la pyrolyse. L'avantage principal de ce type de matériaux est la grande variété de formes et de processus de production permise par l'emploi de polymères. Ces céramiques se prêtent à l'impression 3D par des techniques de stéréolithographie par photopolymérisation des polymères précurseurs. Ces techniques permettent de réaliser des mises en forme complexes de matériaux chimiquement et thermiquement réfractaires qui sont autrement difficiles à réaliser à l'aide des techniques traditionnelles de frittage et de coulage en barbotine. Ce type de céramique est particulièrement intéressant pour réaliser des matériaux poreux et mésoporeux ainsi que des couches minces.